# Conicera sensilipes
Conicera sensilipes är en tvåvingeart som beskrevs av Schmitz 1938. Conicera sensilipes ingår i släktet Conicera och familjen puckelflugor. Inga underarter finns listade i Catalogue of Life.